# Grauno
Grauno és un antic municipi italià, dins de la província de Trento. L'any 2007 tenia 152 habitants. Limitava amb els municipis de Capriana, Grumes, Salurn (BZ) i Sover.
L'1 de gener 2016 es va fusionar amb els municipis de Faver, Grumes i Valda creant així el nou municipi d'Altavalle, del qual actualment és una frazione

## Administració
| Període | Identitat        | Partit        |
| ------- | ---------------- | ------------- |
| 2008-   | Marco Cristofori | Llista cívica |